# Cometes monnei
Cometes monnei là một loài bọ cánh cứng trong họ Cerambycidae.